# Фон Берен, Франк
Франк фон Берен (англ. Frank von Behren; род. 28 сентября 1976 года, Хилле) ― немецкий гандболист, серебряный призёр Олимпийских игр 2004 года и чемпионата Европы 2002 года в составе национальной сборной.

## Клубная карьера
На профессиональном уровне фон Берен выступал за клуб ГВД-Минден (1996—2003), за ВФЛ Гуммерсбах (2003—2006), за СГ «Фленсбург-Хандевитт» (2006—2008) и снова за «Минден» (с 2008). Играя во Фленсбурге, попал со своей командой в финал Лиги чемпионов ЕГФ в 2007 году.
Сломав большой палец и получив тяжелую травму плеча, фон Берен был вынужден завершить спортивную карьеру 1 августа 2008 года.

## Международная карьера
10 марта 1998 года фон Берен дебютировал в сборной Германии в её матче против Швеции, который состоялся в городе Эльванген. До 2008 года он сыграл 167 матчей за национальную сборную, забив 356 голов.
Был удостоен серебряной медали на летних Олимпийских играх 2004 года в Афинах. До этого он также выиграл серебряную медаль на Чемпионате Европы 2002 года.

## Личная жизнь
Франк фон Берен женат и имеет троих детей. В 2008 году он начал изучать спортивный менеджмент в Ольденбурге. Работал в качестве комментатора на немецкой версии телеканала Eurosport 1 во время проведения Лиги чемпионов ЕГФ. В сезоне 2014—2015 года занимался той же работой, но уже на канале Sky Deutschland.